# Autostrada A650 (Niemcy)
Autostrada federalna A650 (niem. Bundesautobahn 650 (BAB 650), Autobahn 650 (A650)) – autostrada w Niemczech relacji wschód-zachód. Łączy Birkenheide z Ludwigshafen. Jest główną drogą dojazdową z Bad Dürkheim do konurbacji Ludwigshafen – Mannheim. Oddanie do użytku autostrady spowodowało przesunięcie ruchu tranzytowego z drogi B37 i Oggersheim.
Trasa w całości znajduje się na obszarze Nadrenii-Palatynatu.

## Węzły z innymi autostradami
Jedyną autostradą krzyżującą się z A650 jest A61 (węzeł Kreuz Ludwigshafen). Dawniej planowano także połączenie z niezrealizowaną A655 – w tym celu wybudowano węzeł Oggersheimer Kreuz; obecnie autostrada łączy się tam z drogą B9.